# 內田愛美
內田愛美（2月6日—）是日本的女性聲優，神奈川縣出身。目前為自由身。娛樂媒體綜合學院聲優學科畢業。原事務所為EARLY WING（2010年4月至2012年3月為準所屬），2015年6月退出事務所。2016年5月3日開始加入crocodeile。

## 人物
中學時代是戲劇社成員，經常演出男孩子的角色，之後因為覺得遇到瓶頸而去請教同個社團想要成為聲優的前輩，在前輩教導關於聲優的事情後，開始對聲優這個職業抱有興趣。

## 演出作品
※粗體字為主要角色。

### 電視動畫
2010年
- 海月姬（女孩子）

2011年
- 天魔黑兔（學生）
- 最後流亡-銀翼的飛夢-
- 未來日記（學生）

2012年
- 叭噗麻吉（Rose Rabbit）
- 白熊咖啡廳（山嵐俱樂部）

2014年
- 惡魔的謎語（桐谷柩[5]、桐谷柩的人偶）
- 諸神的惡作劇（女學生B）
- 普通女高中生要做當地偶像
- 魔術快斗1412

2015年
- 絕對雙刃（吉備津桃、女性店員、學生、護陵衛士）

2016年
- 三者三葉（工作人員B）
- orange橘色奇蹟（朝日）

2017年
- LoveLive! Sunshine!! 第2期（女學生）

2018年
- 結城友奈是勇者 －勇者之章－

2020年
- 繼怪怪守護神（美鷹美真音[6]）

2021年
- 如果這叫愛情感覺會很噁心（女孩子B）

2023年
- 聖劍學院的魔劍使（芬利斯·埃德莉茲）

2024年
- 孤單一人的異世界攻略（手藝社女[7]、看板娘）

### 劇場版動畫
2011年
- 螢火之森（面具的小孩·姐姐）

### 宣傳影片
2012年
- 動畫化企畫進行中！？（櫻島究）

### 遊戲
2011年
- 聖騎戰史
- 仙境傳說～光與闇的公主～（主人公女、阿黛蕾特）

2012年
- （伊倉雫[8]）
- 女友伴身邊（一色愛瑠[9]）
- 魔界戰記D2

2013年
- Caladrius（亞歷克斯·馬汀[10]）
- GINGA FORC（史佩希雅[11]）

2014年
- Caladrius BLAZE（亞歷克斯·馬汀[12]）
- Muse Dash - Rin (澟 )

### 廣播劇CD
- 有點可愛的女子高中拷問社（小橋蒼空[13]）

### 音樂CD
| 發售日  | 名稱                    | 演唱名義 | 歌曲名稱                   | 商業搭配                                    |
| 2014年  | 2014年                  | 2014年 | 2014年                     | 2014年                                      |
| ------- | ----------------------- | --- | -------------------------- | ------------------------------------------- |
| 5月14日 | 黑組曲・序              | 10年黑組（諏訪彩花、金元壽子、南條愛乃、淺倉杏美、內村史子、內田愛美、三澤紗千香、大坪由佳、荒川美穗、佳村遙、 安濟知佳、沼倉愛美、山田悠希） | 「QUEEN」                  | 電視動畫《惡魔的謎語》片尾曲                |
| 6月11日 | 黑組曲・破              | 10年黑組（諏訪彩花、金元壽子、南條愛乃、淺倉杏美、內村史子、內田愛美、三澤紗千香、大坪由佳、荒川美穗、佳村遙、 安濟知佳、沼倉愛美、山田悠希） | 「THE LAST PARTY」         | 電視動畫《惡魔的謎語》片尾曲                |
| 7月9日  | 黑組曲・急              | 10年黑組（諏訪彩花、金元壽子、南條愛乃、淺倉杏美、內村史子、內田愛美、三澤紗千香、大坪由佳、荒川美穗、佳村遙、 安濟知佳、沼倉愛美、山田悠希） | 「」                       | 電視動畫《惡魔的謎語》插入曲                |
| 2018年  |                         | |                            |                                             |
| 1月31日 | Journey to the Sunshine | Aqours與浦之星的朋友們 | 「勇氣在哪？在你的內心！」 | 電視動畫《LoveLive! Sunshine!!》第2期片尾曲 |

### 组合成员
1. ↑  高海千歌（伊波杏樹）、樱内梨子（逢田梨香子）、松浦果南（諏訪七香）、黑澤黛雅（小宮有紗）、渡邊曜（齊藤朱夏）、津島善子（小林愛香）、國木田花丸（高槻加奈子）、小原鞠莉（鈴木愛奈）、黑澤露比（降幡愛）
2. ↑  高海志满（阿澄佳奈）、高海美渡（伊藤加奈惠）、良美（松田利冴）、树（金元壽子）、睦（芹澤優）、小香菇（麥穗杏菜）、解答者A（山北早纪）、解答者B（千本木彩花）及其他女學生（三宅晴佳、嶺內智美、小松奈生子、岡咲美保、續木友子、小野寺瑠奈、原口祥子、米山明日美、二之宮愛子、樋口桃、木本留美、成岡正江、小田果林、內田愛美、森永多惠子）

## 外部連結
- http://ameblo.jp/piyo2wing （页面存档备份，存于）（Blog）（日語）
- 內田愛美的X（前Twitter）（日語）